# 聯合國安全理事會第104號決議
联合国安理会第104号决议，于1954年6月20日一致通过。决议决定将危地马拉政府致安全理事会主席之咨文视为紧急事项加以审议，要求立即停止足以引起流血之任何行动，并请联合国全体会员国本宪章之精神，不协助任何此种行动。